# Érard II de Brienne
Pour les autres membres de la famille, voir Maison de Brienne.
Pour les articles homonymes, voir Brienne et Érard de Brienne.
Érard II de Brienne (né vers 1130, † 8 février 1190/1191) est comte de Brienne à partir de 1161 jusqu'à sa mort. Il est le fils du comte Gautier II de Brienne et de sa seconde épouse Adèle de Soissons.

## Biographie
Lors de la troisième croisade, il participe au siège de Saint-Jean-d'Acre où il voit son frère, André de Brienne, mourir le 4 octobre 1189, avant d'y être tué à son tour le 8 février 1191.

## Mariage et enfants
Avant 1166, il épouse Agnès de Montfaucon († après 1186), fille d'Amédée II de Montfaucon, comte de Montbéliard, et de Béatrice de Grandson-Joinville dont il a cinq enfants :
- Gautier III de Brienne († juin 1205) comte de Brienne et prétendant au trône de Sicile ;
- Guillaume de Brienne († entre 1194 et 1199), seigneur de Pacy-sur-Armançon, épousa Eustachie de Courtenay, fille de Pierre Ier de Courtenay et d'Elisabeth de Courtenay ;
- André de Brienne († 1181 ou après) ;
- Jean de Brienne (1170/1175 -† 27 mars 1237), roi de Jérusalem (1210-1225), puis empereur latin d'Orient (1231-1237) ;
- Ida de Brienne qui épousa Arnoul de Reynel, seigneur de Pierrefitte ;
- Ide de Brienne qui épousa Anseau III, seigneur de Traînel.

## Sources
- Marie Henry d'Arbois de Jubainville, Histoire des Ducs et Comtes de Champagne, 1865.
- Marie Henry d'Arbois de Jubainville, Catalogue d'actes des comtes de Brienne, 950-1356..., 1872.